# Marzena
Marzena – imię żeńskie, które powstało najprawdopodobniej jako zdrobnienie Małgorzaty lub Marzanny. Istnieje możliwość, że zdrabniano tak Martę lub Marię. 
Marzena imieniny obchodzi 26 kwietnia.
Znane osoby o imieniu Marzena:
- Marzena Broda – pisarka i poetka
- Marzena Chełminiak – dziennikarka radiowa
- Marzena Cieślik – Miss Polonia 2006
- Marzena Frąszczak – koszykarka
- Marzena Karpińska – sztangistka
- Marzena Kipiel-Sztuka – aktorka
- Marzena Komsta – kompozytorka
- Marzenna Lipińska - dziennikarka
- Marzena Nowak – artystka
- Marzena Okła-Drewnowicz – posłanka
- Marzena Rogalska – dziennikarka
- Marzena Sienkiewicz – prezenterka pogody
- Marzena Skotnicówna – taterniczka
- Marzena Słupkowska – prezenterka pogody
- Marzena Trybała – aktorka
- Marzena Wróbel – posłanka na Sejm RP
- Marzena Zając – aktorka